# NGC 5662
NGC 5662 est un amas ouvert situé dans la constellation du Centaure. Il a été découvert par l'astronome français Nicolas-Louis de Lacaille en 1751.
Selon la classification des amas ouverts de Robert Trumpler, cet amas renferme entre 50 et 100 étoiles (lettre m) dont la concentration est moyenne (II) et dont les magnitudes se répartissent sur un grand intervalle (le chiffre 3).

## Observation
Avec une magnitude visuelle de 5,5, on peut aisément observer l'amas avec de petites jumelles.

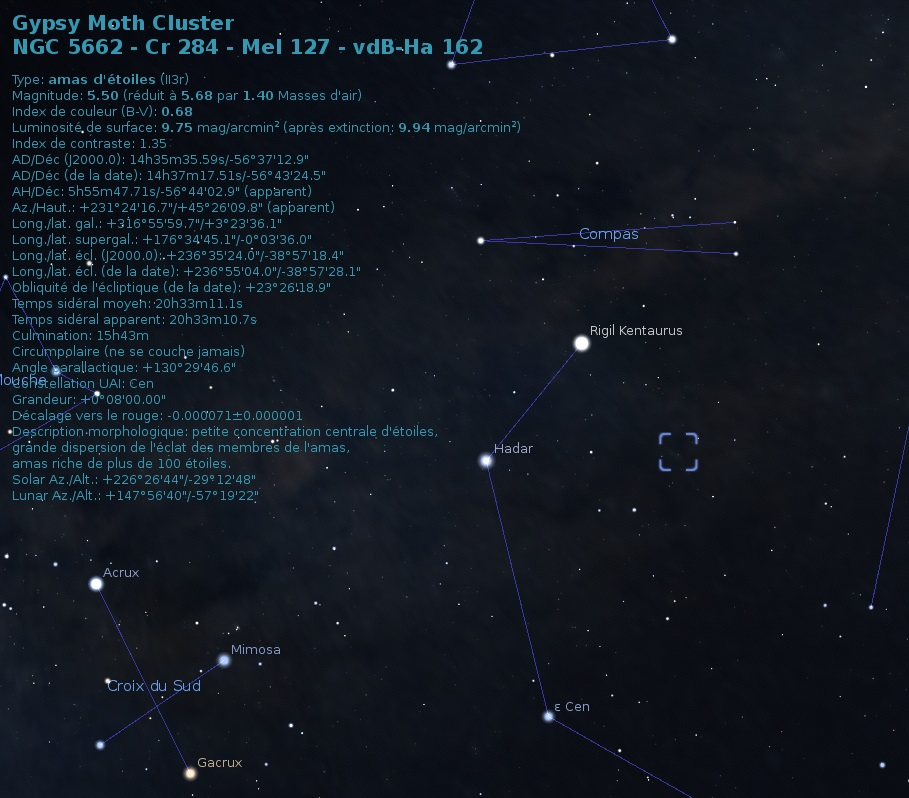
Localisation de NGC 5662 dans la constellation du Centaure. (Stellarium)

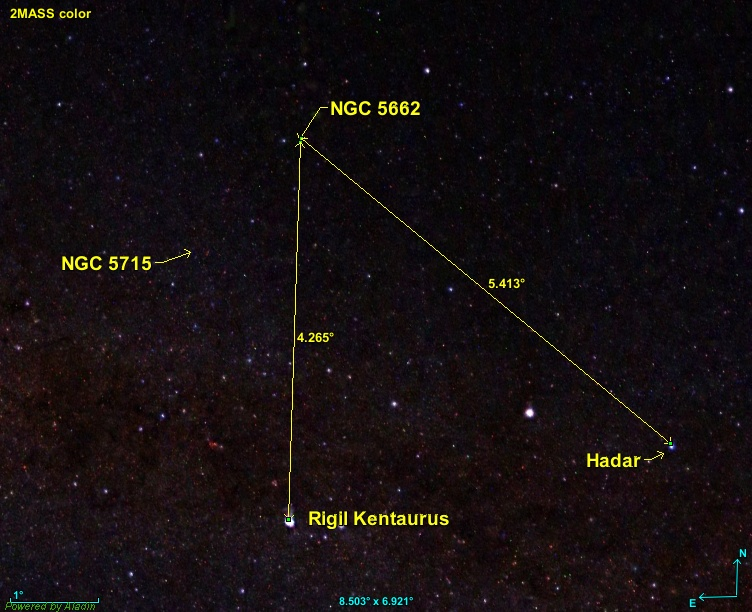
Position de NGC 5662 par rapport à deux étoiles.

NGC 5662 est situé à environ 4,3 degrés au nord-ouest de l'étoile Alpha Centauri (Rigil Kentauru) et à environ 5,4 degrés de Beta Centauri (Hadar). L'amas ouvert NGC 5715 est rapproché de NGC 5662, au sud-est.

## Caractéristiques
Certaines caractéristiques apparaissent sur la base de données Simbad, mais une publication très récente (2023) basée sur les mesures de la parallaxe par le satellite Gaia a permis une mise à jour importante des données. Les données du « GAIA EARLY DATA RELEASE 3 (GAIA EDR3) » ont également permis aux auteurs (Almeida, Monteiro et Dias) de cette publication d'estimer la masse de 773 amas ouverts, dont celle de NGC 5662 qui est de 658 ± 131 {\displaystyle M_{\odot }}.

### Distance, taille et vitesse
Selon Almeida et ses collègues, cet amas est à 749 ± 4 pc du système solaire.
La parallaxe moyenne des étoiles de l'amas a été obtenue des mesures effectuées par le satellite Gaia. Six valeurs différentes publiées dans de récents articles (2018 à 2021) sont indiquées sur la base de données Simbad : 1,286 ± 0,044 mas, 1,292 ± 0,035 mas, 1,294 ± 0,054 mas, 1,288 ± 0,048 mas,, 1,288 ± 0,003 mas et 1,291 87 mas. La valeur moyenne de la parallaxe est égale à 1,290 0 ± 0,036 8 mas, ce qui correspond à une distance de 775 +23
−22. Cette distance est compatible quoiqu'un peu supérieure à celle proposée par Almeida et ses collègues.
Selon les sources, la taille apparente de l'amas est comprise entre 29' et 39,6' (34,3 ± 5,3') ce qui, compte tenu de la distance de 749 ± 4 pc et grâce à un calcul simple, équivaut à une taille réelle de 24,4 ± 3,9 al.
Cinq vitesses, dont quatre différentes, sont indiquées sur la base de données Simbad: −21,07 ± 0,24 km/s −23,20 ± 1 km/s,, −20,351 ± 0,698 km/s et −21,14 ± 0,34 km/s. La vitesse moyenne de cet échantillon est de −21,4 ± 1,2 km/s.

### Mouvement propre
Simbad indique six couples de valeurs pour le mouvement propre de l'amas, dont cinq différents, mais très semblables, qui proviennent d'articles publiés entre 2018 et 2022. Ces valeurs en ascension droite et en déclinaison sont :
- −6,471 ± 0,108 mas/an et −7,176 ± 0,103 mas/an[10]
- −6,484 ± 0,137 mas/an et −7,200 ± 0,137 mas/an[11]
- −6,439 ± 0,169 mas/an et −7,246 ± 0,207 mas/an[12]
- −6,427 ± 0,160 mas/an et −7,243 ± 0,187 mas/an[13],[14]
- −6,427 ± 0,011 mas/an et −7,243 ± 0,013 mas/an[7]

Le mouvement propre moyen obtenu de ces cinq valeurs en ascension droite et en déclinaison est égal à −6,450 ± 0..117 mas/an et −7,222 ± 0,129 mas/an.

### Métallicité
Simbad rapporte deux valeurs de la métallicité, soit 0,079 et -0,003. Selon Almeida et ses collègues, la métallicité de l'amas est égale à 0,021 ± 0,034. Selon cette valeur, le pourcentage d'éléments lourds (plus lourds que l'hydrogène et l'hélium) de cet amas serait compris entre 97% et 114% (100,021 ± 0,034) de celui du Soleil.

### Âge
Selon la base de données WEBDA et le catalogue Lynga, NGC 5662 est âgé de 93 millions d'années (log10=7,968 = 107,968). Almeida et ses collègues proposent un âge semblable de 119 +59
−40 millions d'années pour cet amas.

## Étoiles
Une étude exhaustive portant sur l'appartenance de 237 étoiles dans le voisinage de NGC 5662 a été publiée en 1991. Parmi ces étoiles, 86 sont membres de l'amas, la plupart des étoiles de la séquence principale de type B et type A, et 19 autres qui sont probablement membres..
NGC 5662 renferme également deux géantes rouges et deux étoiles variables. La céphéide V Cen (HD 127297) est presque certainement un membre de cet amas.
Simbad montre aussi un bouton nommé Children. En cliquant sur ce bouton, on atteint une section de cette base de données qui renferme un tableau contenant 1463 entrées pour NGC 5662. Cependant, des étoiles (les Children) peuvent apparaître plusieurs fois dans la deuxième colonne du tableau, d'où le nombre de liens bibliographiques qui est supérieure au nombre d'étoiles. La quatrième colonne de ce tableau indique la probabilité que l'étoile appartienne à l'amas. En cliquant sur le titre de cette colonne, on peut classer la probabilité par ordre croissant ou décroissant. En cliquant sur la désignation de l'étoile, on atteint la page de Simbad qui résume ses propriétés.